# إشمول
إشمول بلدية ودائرة في ولاية باتنة بالجزائر.
1. ↑  GeoNames (بالإنجليزية), 2005, QID:Q830106
2. ↑  "الموقع الرسمي لوزارة الداخلية والجماعات المحلية والتهيئة العمرانية". www.interieur.gov.dz (بar-aa). Archived from the original on 2024-05-27. Retrieved 2025-08-04.{{استشهاد ويب}}:  صيانة الاستشهاد: لغة غير مدعومة (link)